# Museu del perfum
Il Museu del Perfum (in italiano Museo del profumo) è un museo di Barcellona fondato nel 1961 per mostrare l'evoluzione dei profumi nel corso dei secoli.

## Descrizione
Il museo presenta una vasta collezione di quasi 5.000 vasi di essenze e profumi provenienti da diverse culture e civiltà. La collezione riguarda lunghi periodi storici e comprende vasi egizi, ceramiche greche, vetri romani e punici, recipienti arabi e orientali e un'interessante collezione di contenitori di essenze in porcellana, cristallo e altri materiali nobili che va dal XVII al XIX secolo.
Nel museo c'è anche una mostra sull'industria del profumo dalle origini ad oggi.

## Collezione
La collezione comprende oggetti molto speciali come una scatola di profumi con due recipienti per le essenze appartenuta alla regina Maria Antonietta e una bottiglia di profumo chiamata Le Roi Soleil disegnata da Salvador Dalí, così come molti altri pezzi unici nel mondo della profumeria.